# Avalanche (Pleasure Beach Blackpool)
Avalanche is een achtbaan in het Engelse pretpark Pleasure Beach Blackpool en werd in 1988 gebouwd door Mack Rides. Avalanche heeft geen normale rails maar een metalen goot, hierdoor kunnen de treinen heen en weer slingeren en dit geef een rodelgevoel mee.

## Thema
Avalanche heeft een Zwitsers thema. Het is een van de weinige gethematiseerde attracties in Pleasure Beach Blackpool.

## Locatie
Avalanche ligt naast de Irn Bru Revolution en de Pepsi Max Big One en op de Grand Prix en Eddie Stobart Convoy.

## Treinen
Avalanche heeft 3 treinen, met 7 karretjes per trein. In elk karretje kunnen twee personen achter elkaar zitten, hierdoor kunnen er 14 personen in één trein zitten.
Huidig:
Avalanche · 
Big Dipper ·
Blue Flyer ·
Grand National ·
Icon ·
Infusion ·
Revolution ·
Nickelodeon Streak ·
The Big One ·
Steeplechase
Verdwenen:
Big Apple · 
Circus Clown · 
Cyclone · 
Scenic Railway · 
Space Invader 2 · 
Tokaydo Express · 
Velvet Coaster · 
Vikingar · 
Virginia Reel ·
Wild Mouse